# فاي كيلرمان
فاي كيلرمان (بالإنجليزية: Faye Kellerman)‏ (31 يوليو 1952، سانت لويس في الولايات المتحدة)؛ كاتِبة وروائية أمريكية. درست في جامعة كاليفورنيا.

## روابط خارجية
- فاي كيلرمان على موقع IMDb (الإنجليزية)
- فاي كيلرمان على موقع ميوزك برينز (الإنجليزية)
- فاي كيلرمان على موقع ديسكوغز (الإنجليزية)